# Kronverk

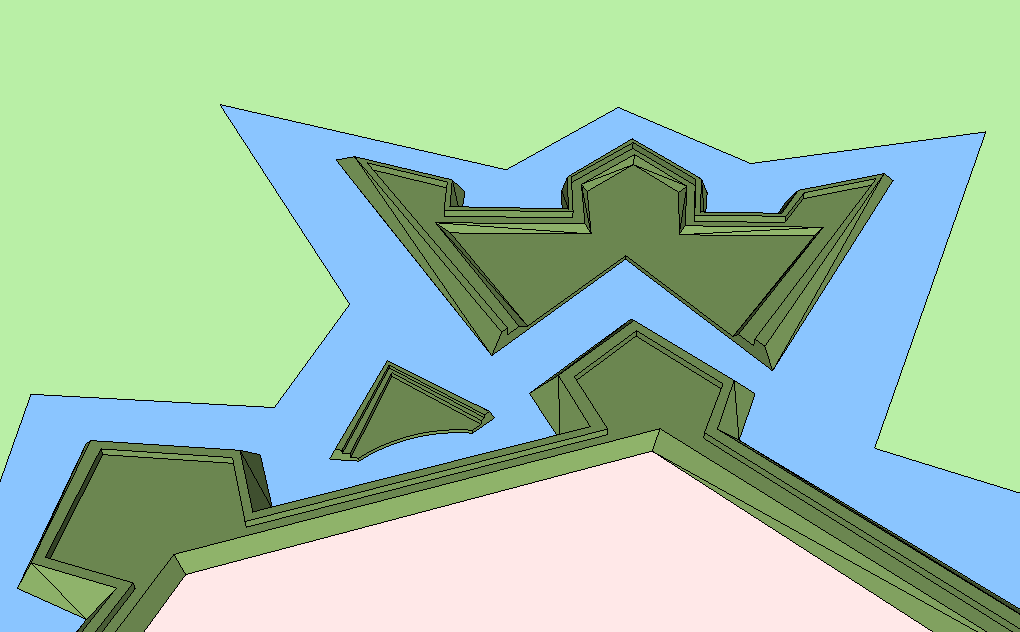
Ett kronverk som skyddar en bastion.

Ett kronverk är en variant av utanverk i en befästning.

Kronverk är egentligen ett utökat hornverk och består på sidorna av två halva bastioner det vill säga två faser, två flanker och en kurtin. Dessutom innehåller ett kronverk en komplett bastion i mitten.
Både kronverk och hornverk användes till att utöka den försvarade ytan i en önskad riktning, eller att förstärka en befästnings totala försvarsförmåga.

## Exempel på kronverk

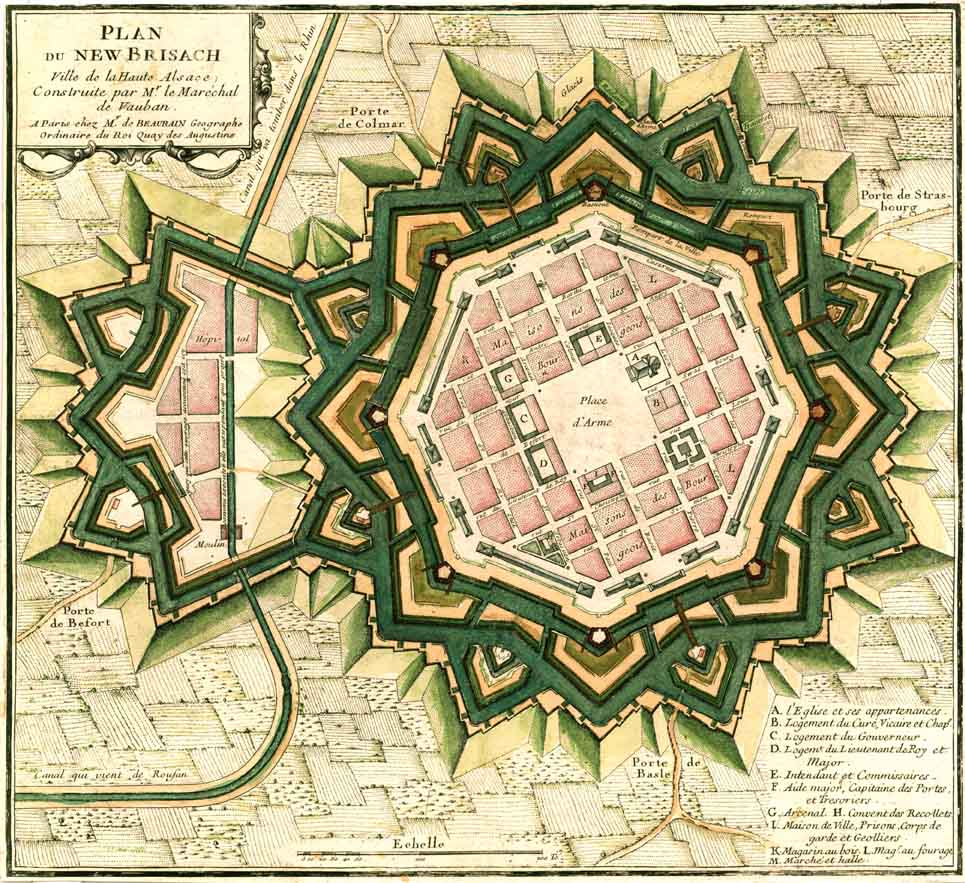
Karta från 1697 över den franska fästningsstaden Neuf-Brisach, med kompletterande kronverk.
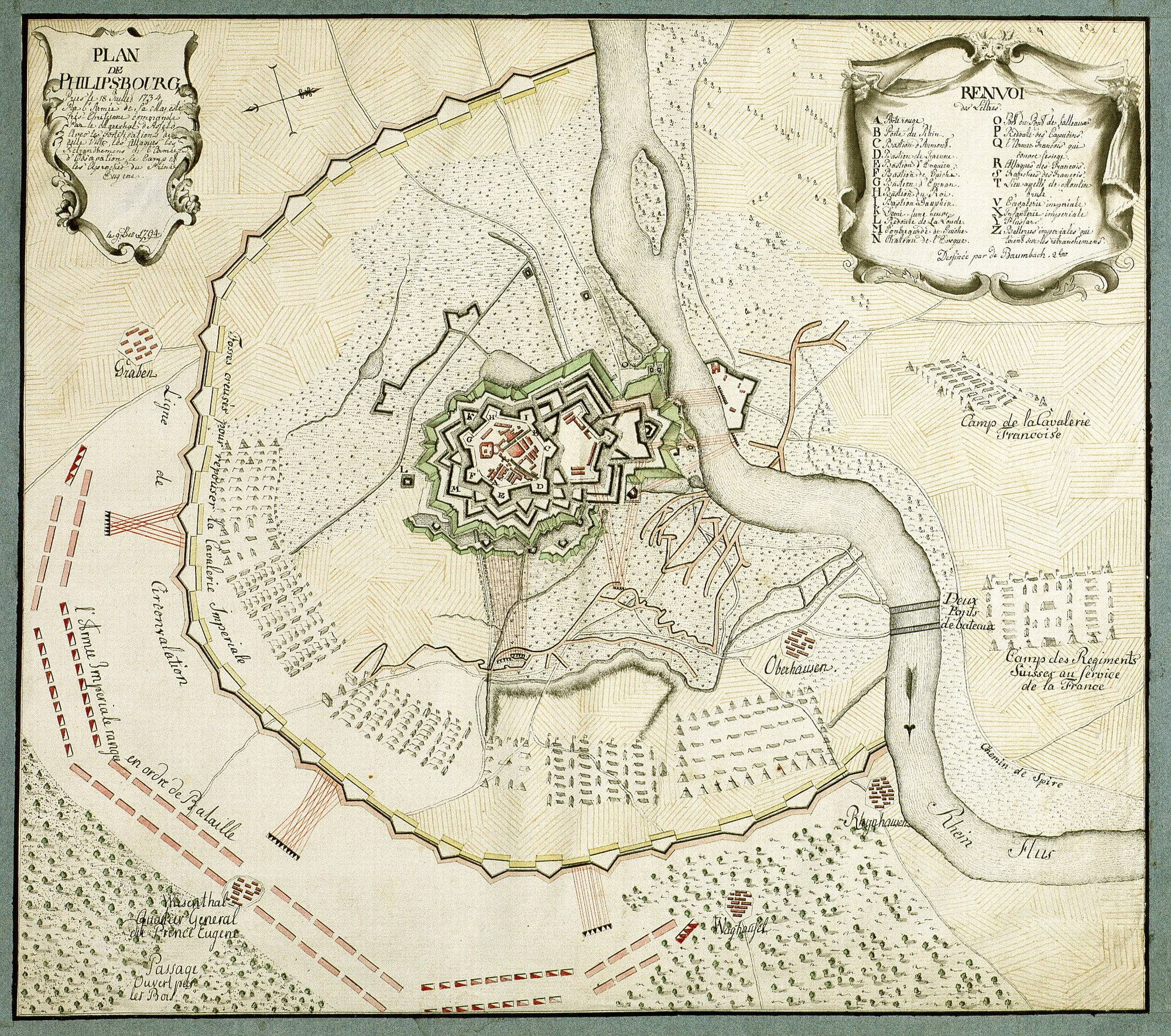
Den av franska trupper belägrade tyska fästningen Philippsburg 1734, där kronverket till höger om bastionen "C", också skyddas av ett hornverk.
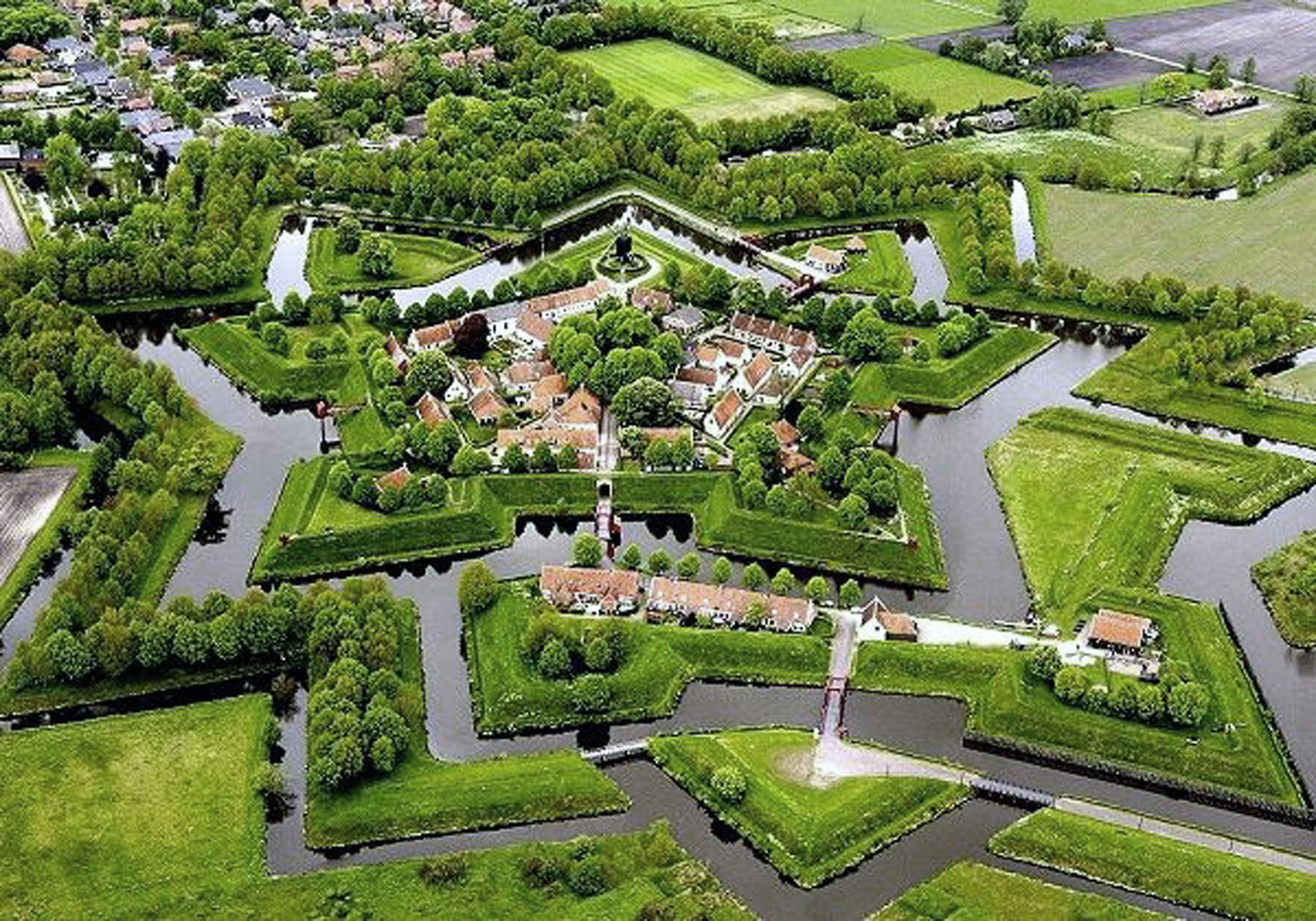
Flygbild över Fort Bourtange nära Groningen, Nederländerna. Ett stjärnfort med  kronverk som kompletterande utanverk